# Front Lewicy
Front Lewicy – koalicja kilku lewicowych i radykalnie lewicowych organizacji Indyjskich zrzeszonych wokół Komunistycznej Partii Indii. Koalicja istnieje w Bengalu Zachodnim, stanie Tripura i Kerala.

## Ugrupowania
Głównymi ugrupowaniami wchodzącymi w skład bloku są:
- Komunistyczna Partia Indii (Marksistowska)
- Komunistyczna Partia Indii
- Partia Rewolucyjnych Socjalistów
- All India Forward Bloc (nie uczestniczy w stanie Kerala)
- Socjalistyczna Partia Bengalu Zachodniego (partia działa na obszarze Bengalu Zachodniego)[3].